# 緑地環境学
緑地環境学（りょくちかんきょうがく）とは、
文部科学省の学科系統分類2 学科系統分類表-1 大学（学部） 農学および3-大学院（研究科）農学：,学科系統分類表-4 短期大学（本科） 農業：にある学科名称（緑地環境学科）に使用されている呼称。名称表記も緑地環境学と緑地・環境学とがある。

## 教育機関
千葉大学園芸学部に緑地環境学科、大学院園芸学研究科環境園芸学専攻コースに緑地環境学コースや緑地環境管理学研究室が、東京大学大学院農学生命科学研究科に緑地環境学専修が、宮崎大学農学部／大学院農学研究科に森林緑地環境科学コースが、
北海道大学農学部／大学院農学院 環境資源学専攻に森林緑地管理学講座が、
大阪府立大学 生命環境科学域 に緑地環境学類が、それぞれある。
類似に緑地管理学があり、緑地管理学としては、岐阜大学農学部生物資源生産学科に森林・緑地管理学講座が、九州大学演習林に森林生態圏管理学講座が、
北里大学獣医学部生物環境科学科に緑地保全学（研究室）が、それぞれある。